# Aphyosemion hanneloreae
Aphyosemion hanneloreae е вид лъчеперка от семейство Nothobranchiidae. Видът е незастрашен от изчезване.

## Разпространение
Разпространен е в Габон.

## Описание
На дължина достигат до 4 cm.